# S&P 500
S&P 500 berzanski indeks na njujorškim berzama vrednosnih papira NYSE i NASDAQ. S&P 500 indeks je deo širih indeksa S&P 1500 i S&P Global 1200. Jedan je od 7 glavnih indeksa berza vrednosnih papira u SAD-u. Uveden je 1957. godine, a održava ga i kreira američka kompanija za finansijske usluge i izveštavanje Standard end purs. Indeks objedinjava 500 tržišno najvrednijih deoničarskih društava čijim se deonicama u SAD-u aktivno trguje. Obuhvata uglavnom deonice kompanija sa sedištem u SAD-u, iako nekoliko kompanija koje koristi nisu iz SAD-a. Nakon Dau Džounsa ovom indeksu se posvećuje najviše pažnje u praćenju kretanja na berzama vrednosnih papira u SAD-u ali i šire. Na temelju podataka koje pruža S&P 500 od njegovog postanka pa do danas investirano je na stotine milijardi američkih dolara. Nekoliko investicionih fondova čak nudi ulaganja koja u potpunosti preslikavaju S&P 500 indeks, naravno, u manjim vrednostima, ali u istim proporcijama.

## Istorija
Standard end purs je svoj prvi indeks objavio 1923. godine pod nazivom S&P 90, a kao što mu i ime govori, obuhvatao je 90 najatraktivnijih kompanija. Dana 4. aprila 1957. godine javnosti je predstavljen S&P 500. Zahvaljujući tehnologiji obrade podataka u to vreme, vrednost deonica mogla se izračunati u realnom vremenu. Indeks je s vremenom široko prihvaćen kao generalni pokazatelj vrednosti deonica, kako onih stabilnih, tako i nestabilnih.
Vrednost indeksa u aprilu 2011. godine iznosila je oko 1.350 bodova, dok se kroz svoju istoriju znala kretati i do gotovo 1.600 bodova.

## Izbor kompanija
Odbor donosi odluke o izboru komponenti. Iako kompanije iz SAD-a čine većinu, obuhvaćeno je i mnogo kompanija iz drugih zemalja (među njima su i one čije deonice nikada nisu prodavane na berzama u SAD-u). Odbor bira kompanije koje u predstavljaju pojedine industrijske grane u privredi SAD-a.
Zanimljivo je navesti da kompanije koje su tržišno vrlo vredne, ali nisu javne nego su u vlasništvu jedne ili više fizičkih i pravnih osoba ne utiču na indeks. Primer je kompanija Berkšir Hatavej (glavni deoničar je Voren Bafet), čija tržišna vrednost deonica oznake A je izuzetno visoka (oko 100.000 američkih dolara u januaru 2011. godine), tako da je njima teško trgovati. Međutim, denice Berkšir Hataveja s oznakom B uvrštene su u indeks.

## Održavanje indeksa
Vrednost svake kompanije dobija se tako da se tržišna cena njenih deonica na berzi pomnoži s ukupnim brojem tih deonica. U održavanju indeksa potrebno se vodi računa o spajanju i pripajanju pojedinih kompanija, budući da to bitno utiče na njegovu konačnu vrednost. Svaka promena se sprovodi tek nakon zaključene trgovine, a podaci o vrednosti indeksa osvežavaju se svakih 15 sekundi.

## Spoljašnje veze
- Osnovni podaci o indeksu
- Službene stranice kompanije Standard & Purs